# العلاقات الغينية الناوروية
العلاقات الغينية الناوروية هي العلاقات الثنائية التي تجمع بين غينيا وناورو.

## مقارنة بين البلدين
هذه مقارنة عامة ومرجعية للدولتين:
| وجه المقارنة                                              | غينيا       | ناورو                          |
| --------------------------------------------------------- | ----------- | ------------------------------ |
| المساحة (كم2)                                             | 245.86 ألف  | 21                             |
| عدد السكان (نسمة)                                         | 12.72 مليون | 10.08 ألف                      |
| الكثافة السكانية (ن./كم²)                                 | 51.74       | 48.00 ألف                      |
| العاصمة                                                   | كوناكري     | ضاحية يارين                    |
| اللغة الرسمية                                             | لغة فرنسية  | اللغة الناورونية، لغة إنجليزية |
| العملة                                                    | فرنك غيني   | دولار أسترالي                  |
| الناتج المحلي الإجمالي (بليون دولار)                      | 10.50 مليار | 113.88 مليون                   |
| الناتج المحلي الإجمالي (تعادل القوة الشرائية) بليون دولار | 15.24 مليار | 162.98 مليون                   |
| الناتج المحلي الإجمالي الاسمي للفرد دولار أمريكي          | 531         | 9.83 ألف                       |
| الناتج المحلي الإجمالي للفرد دولار أمريكي                 | 1.22 ألف    |                                |
| مؤشر التنمية البشرية                                      | 0.411       |                                |
| رمز المكالمات الدولي                                      | +224        | +674                           |
| رمز الإنترنت                                              | .gn         | .nr                            |
| المنطقة الزمنية                                           | 00          | ت ع م+12:00                    |

## منظمات دولية مشتركة
يشترك البلدان في عضوية مجموعة من المنظمات الدولية، منها:
| علم المنظمة | اسم المنظمة                                 | تاريخ انضمام غينيا | تاريخ انضمام ناورو |
| ----------- | ------------------------------------------- | ------------------ | ------------------ |
|             | يونسكو                                      | 2 فبراير 1960      | 17 أكتوبر 1996     |
|             | الاتحاد البريدي العالمي                     | ?                  | ?                  |
|             | منظمة الشرطة الجنائية الدولية               | ?                  | ?                  |
|             | الأمم المتحدة                               | 12 ديسمبر 1958     | 14 سبتمبر 1999     |
|             | منظمة حظر الأسلحة الكيميائية                | ?                  | ?                  |
|             | مجموعة دول أفريقيا والكاريبي والمحيط الهادئ | ?                  | ?                  |